# Ophiogomphus bison
Ophiogomphus bison – gatunek ważki z rodziny gadziogłówkowatych (Gomphidae). Występuje na terenie Ameryki Północnej.